# Jung Hyo-jung
Jung Hyo-jung (kor. 정효정, ur. 26 stycznia 1984) – koreańska szpadzistka, srebrna medalistka olimpijska i brązowa medalistka mistrzostw świata.
Podczas igrzysk olimpijskich w Pekinie w 2008 roku zajęła 14. miejsce w zawodach indywidualnych. Na rozgrywanych cztery lata później igrzyskach olimpijskich w Londynie Koreanki w składzie: Shin A-lam, Jung Hyo-jung, Choi In-jeong i Choi Eun-sook wywalczyły drużynowo srebrny medal. W rywalizacji indywidualnej zajęła tym razem siedemnastą pozycję. 
Na mistrzostwach świata w Paryżu w 2010 roku wspólnie z Oh Yun-hee, Shin A-lam i Park Se-ra zdobyła brązowy medal w zawodach drużynowych. W tej samej konkurencji zdobyła też srebrny medal na igrzyskach azjatyckich w Doha (2006) oraz brązowy na igrzyskach azjatyckich w Kantonie (2010).
Ponadto kilkukrotnie zdobywała medale mistrzostw Azji, w tym złote: indywidualnie na mistrzostwach Azji w Seulu (2010) oraz drużynowo na mistrzostwach Azji w Doha (2009) i mistrzostwach Azji w Tokio (2019).